# Buton (eiland)

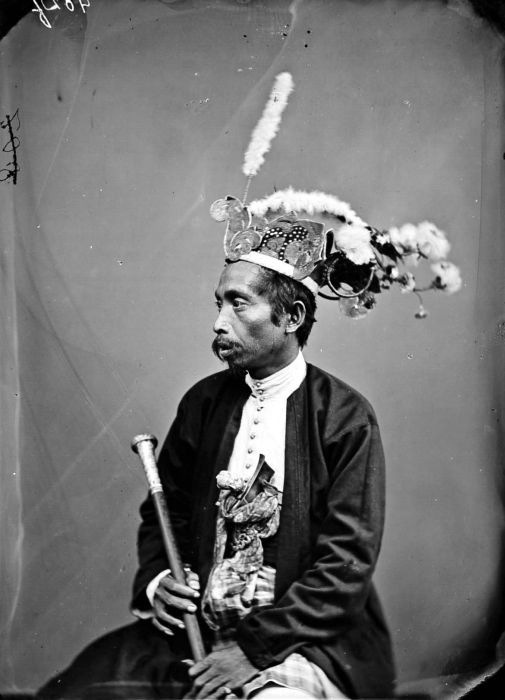
Eerste minister van Buton.

Buton (Indonesisch: Pulau Buton), ook Butung en vroeger ook Boeton genoemd, is een eiland in de Indonesische provincie Zuidoost-Sulawesi. Het bevindt zich in de Bandazee, ten zuidoosten van het Zuidoostelijk Schiereiland van Sulawesi. De grootste stad van het eiland is Bau-Bau.
Het eiland is grotendeels bedekt door regenwoud en staat bekend om zijn flora en fauna. Het is een van slechts twee leefgebieden van de anoa, een soort buffel.